# Gillis Olsson
Gillis Olof Torolf Charles Olsson (i Kullenbergstorp), född 19 januari 1889 Jonstorps församling, Malmöhus län, död 8 mars 1953 i Jonstorps församling. Riksdagsman och landstingsman för Bondeförbundet. Son till Olof Olsson i Kullenbergstorp.
Gillis Olsson var ordförande för SLU, Svenska Landsbygdens Ungdomsförbund (nuvarande CUF) från starten 1919 ända till 1937.